# Chitãozinho & Xororó
Chitãozinho & Xororó es un dúo brasileño de música sertaneja formada por los hermanos José Lima Sobrinho (5 de mayo de 1954) y Durval de Lima (30 de septiembre de 1957), nacidos en Astorga (estado de Paraná).

## Historia
No se sabe la fecha exacta de grabación del primer disco de Chitãozinho e Xororó. El primer disco oficial fue “Galopeira” en 1970, pero el reconocimiento del gran público vino en 1982 con la canción “Fio de Cabelo” del disco “Somos apaixonados”,  octavo trabajo de la dupla, que vendió más de 1,5 millones de copias y abrió las puertas de las radios FM’s para la música sertaneja.
En 1986 comenzaron a conducir un programa de TV emitido los domingos llamado "Chitãozinho e Xororó Especial" en la emisora SBT, en el cual cantaban y recibían invitados.
En el mismo año participaron en la Rede Globo del especial de Roberto Carlos cantando junto con el Rey de la canción "De coração pra coração".
Grabaron en 1993 la canción “Words” con los Bee Gees para el disco “Tudo por Amor” lanzado en portugués y español. Además de “Words” el disco contenía la canción de la telenovela Guadalupe protagonizada por Adela Noriega, Eduardo Yáñez y Zully Montero, novela realizada por Capitalvision International Corp junto a Televisión Española para Telemundo, éxito televisivo en España, Estados Unidos y América Latina. El suceso de ese trabajo fue tan grande que la dupla conquistó en junio de ese año el primer lugar de "Hot Latin Singles" en la sección norteamericana de las revistas Billboard, solo Roberto Carlos había conseguido esa marca en 1989.
En 1994 grabaron la canción “Ela nao vai mais chorar” ("She's Not Cryin' Anymore”) con el cantante de música country Billy Ray Cyrus para el disco “Coraçao do Brasil”
En 1995 encabezaron el evento “Amigos”, un evento con las tres principales duplas sertanejas del Brasil en esa época: Zezé di Camargo e Luciano, Leandro e Leonardo, y ellos, Chitãozinho e Xororó. El show fue en  São Caetano do Sul, en el cual estuvieron más de 100 mil personas.
Durante 1999 condujeron en la TV Globo el programa “Amigos e Amigos” un Especial en Homenaje a Leandro con Zezé di Camargo,  Luciano y Leonardo.
En 2000 cumplieron 30 años de carrera y la marca de 30 millones de discos vendidos.
La dupla condujo en 2004 en la TV Record el programa “Raízes do Campo”, que era un show grabado en una casa de espectáculo, con invitados y la famosa Ronda de Guitarras, grabada en la chacra de Chitãozinho en el interior de São Paulo. El programa estuvo en el aire hasta mediados de 2005.
En 2005 la dupla fue homenajeada en el Carnaval de São Paulo por la escuela  X-9 Paulistana con el enredo "Nascidos pra cantar e também sambar", el resultado fue un segundo lugar para la escuela.
En 2006 grabaron la guaranía  “Arrasta a Cadeira” con Roberto Carlos, música que fue suceso nacional, llevándolos una vez más al programa de fin de año con el cantor.
En 2008 Chitãozinho e Xororó participaron del programa Estudio Coca-Cola Zero con la banda de pop-rock Fresno. Ambos se presentaron también en el “Show da Virada”, de la Rede Globo, exhibido en el día 31 de diciembre.
En 2010 grabaron el CD y DVD, “Chitãozinho e Xororó 40 Anos e a Nova Geração”, que hace parte de la conmemoración de los 40 años de carrera de la dupla. Ese disco tuvo la participación de varias duplas de la nueva generación del sertanejo, llamado “universitario”, como Jorge e Mateus, João Bosco e Vinicius, Guilherme & Santiago, Hugo Pena e Gabriel, Eduardo Costa, João Neto e Frederico, Luan Santana, Zé Henrique e Gabriel, Maria Cecília e Rodolfo, entre otros.
Todavía en 2010 grabaron otro CD y DVD, “Chitãozinho e Xororó 40 Anos Entre Amigos”, también en conmemoración de sus 40 años de carrera, el cual fue lanzado en abril de 2011. En ese DVD se reunieron los grandes nombres de la música sertaneja haciendo una relectura de los grandes sucesos. Participaron de ese DVD, Rio Negro e Solimões, Milionário e José Rico, Edson, Zezé di Camargo y Luciano, Cezar e Paulinho, Sérgio Reis, Bruno e Marrone, Victor e Leo, César Menotti e Fabiano, Gian e Giovani, Leonardo, entre otros. En ese disco regrabaron la canción “Amante”, lanzada originalmente en 1984, que fue muy criticada en la época por la crítica especializada por su letra osada para los patrones de los comienzos de los 80.
En el año 2011, con la gira de los 40 Años de Carrera,  recorren el Brasil pasando por las principales ciudades brasileñas y ferias agropecuarias, presentando un nuevo show que hace un viaje en el tiempo mostrando las canciones de la década de los 70 , como “Galopeira”, hasta las más actuales del último disco de estudio lanzado en 2009, que implicó sucesos como “Se for pra ser feliz” y “Coisa de amigo”.

## Discografía
- Galopeira (1970)
- A Mais Jovem Dupla Sertaneja (1972)
- Caminhos de Minha Infância (1974)
- Doce Amada (1975)
- A Força Jovem da Música Sertaneja (1977)
- 60 Dias Apaixonado (1979)
- Amante Amada (1981)
- Somos Apaixonados (1982)
- Amante (1984)
- Fotografía (1985)
- Coração Quebrado (1986)
- Meu Disfarce (1987)
- Os Meninos do Brasil (1989)
- Nossas Canções Preferidas (1989)
- Cowboy do Asfalto (1990)
- Planeta Azul (1991)
- Nacimos Para Cantar (1991)
- Ao Vivo (1992) (live)
- Tudo por Amor (1993)
- Todo por Amor (1993) en español como José & Durval[1]
- Coração do Brasil (1994)
- Chitãozinho e Xororó (1995)
- Clássicos Sertanejos (1996)
- Em Família (1997)
- Al Sur De La Frontera (1997) en español como José & Durval[2]
- Na Aba do Meu Chapéu (1998)
- Alô (1999)
- Irmãos Coragem (2000)
- Inseparáveis (2001)
- Festa do Interior (2002)
- Aquí o Sistema é Bruto (2004)
- Vida Marvada (2006)
- Grandes Clássicos Sertanejos I Acústico (2007)
- Grandes Clássicos Sertanejos II Acústico (2007)
- Se For Pra Ser Feliz (2009)
- Tom do Sertão (2015)
- Tempo de Romance (2020)